# Список національних історичних місць Канади в Гамільтоні, Онтаріо
Нижче наведений список національних історичних місць Канади (англ. National Historic Sites of Canada; фр. Lieux historiques nationaux du Canada) в Гамільтоні, Онтаріо. У Гамільтоні визначено 15 національних історичних місць, з яких одне (HMCS Haida) керується Parks Canada (позначений нижче значком бобра).  Берлінґтон-Гайтс були  визнані у 1929 році і стали першим місцем, визначеним у межах того, що зараз є кордонами Гамільтона.
Численні національні історичні події також відбулися в Гамільтоні, і ідентифіковані в місцях, пов'язаних з ними, використовуючи той самий стиль федеральної таблички, яка позначає національні історичні місця. Подібним чином у всьому місті вшановують пам'ять кількох національних історичних осіб. Маркери не вказують, яка саме категорія — сайт, подія чи особа — була присвоєна суб'єкту.
Національні історичні місця, розташовані в інших місцях Онтаріо, внесені до провінційного списку національних історичних місць Онтаріо.
У цьому списку використовуються назви, визначені Національною радою з історичних місць і пам'яток, які можуть відрізнятися від інших назв цих місць.

## Національні історичні місця
| Історичне місце                                               | Дата/и               | Присвоєно статус | Де знаходиться                                                                            | Description | Image                                                    |
| ------------------------------------------------------------- | -------------------- | ---------------- | ----------------------------------------------------------------------------------------- | --- | -------------------------------------------------------- |
| Битва за Стоні-Крік                                           | 1813 (битва)         | 1960             | Стоні-Крік 43°13′02″ пн. ш. 79°45′58″ зх. д. / 43.217271° пн. ш. 79.766244° зх. д.        | Місце британської перемоги, що ознаменувала поворотний пункт у війні 1812 року, що представляє найбільш заглиблені в канадську територію позиції американських військ під час ніагарської кампанії | View of the Stoney Creek Battlefield Monument            |
| Берлінґтон-Гайтс                                              | 1813-14 (бойові дії) | 1929             | Гамільтон 43°16′14″ пн. ш. 79°53′10″ зх. д. / 43.27056° пн. ш. 79.88611° зх. д.           | Збірний пункт і ланка постачання в обороні ніагарського півострова та підтримки флоту на озері Онтаріо під час війни 1812 року | Stone marker at Burlington Heights                       |
| Замок Дандерн                                                 | 1835 (збудований)    | 1984             | Гамільтон 43°16′10″ пн. ш. 79°53′05″ зх. д. / 43.269481° пн. ш. 79.884649° зх. д.         | Вілла магната сера Аллана Нейпіра МакНаба, 1-го баронета, споруджена в стилі пітореск | View of Dundurn Castle                                   |
| Будинок-музей Ерланда Лі                                      | 1808 (збудований)    | 2002             | Гамільтон 43°12′24″ пн. ш. 79°43′18″ зх. д. / 43.20667° пн. ш. 79.72167° зх. д.           | Фермерська садиба у стилі теслярської (сільської) ґотики — визнане місце зародження важливого національного і міжнародного феміністичного руху, де був створений начерк статуту Жіночого Інституту | Exterior view of Erland Lee Home                         |
| Колишня митниця Гамільтона                                    | 1860 (збудована)     | 1990             | Гамільтон 43°15′58.91″ пн. ш. 79°52′1.97″ зх. д. / 43.2663639° пн. ш. 79.8672139° зх. д.  | Колишній дім митниці, що нині служить культурно-мистецьким робітничим центром; помітний приклад італійської архітектури, який був популярним у Канаді від 1840-х до 1870-х; збудований за проєктом Фредеріка Престона Рубіджа 1858 року | The front facade of the former customs house in Hamilton |
| Колишній залізничний вокзал Гамільтона (залізниці CN)         | 1931 (збудований)    | 2000             | Гамільтон 43°15′58.91″ пн. ш. 79°52′1.97″ зх. д. / 43.2663639° пн. ш. 79.8672139° зх. д.  | Збудована Канадською національною залізницею залізнична станція є рідкісним уцілілим прикладом станцій міжвоєнного періоду, зведених за канонами руху City Beautiful; вона служила важливими воротами імміграції після Другої світової війни | Exterior view of the Former Hamilton Railway Station     |
| Ґриффін-Гауз                                                  | 1827 (збудований)    | 2008             | Гамільтон 43°14′9.42″ пн. ш. 80°0′11.26″ зх. д. / 43.2359500° пн. ш. 80.0031278° зх. д.   | Рідкісний збережений приклад чотирикімнатного будинку, типового для Верхньої Канади на початку 19-го століття; був у власності Інерала Ґриффіна, чорношкірого іммігранта з Вірджинії, що оселився тут у 1834 році, причому будинок пов'язаний із розселенням афроамериканців у Британській Північній Америці та діяльністю «Підпільної залізниці».               | Exterior view of Griffin House                           |
| Гамільтонська водонапірна станція                             | 1859 (збудована)     | 1977             | Гамільтон 43°15′22.45″ пн. ш. 79°46′14.51″ зх. д. / 43.2562361° пн. ш. 79.7706972° зх. д. | Збудована для постачання великих об'ємів чистої води для пиття та протипожежної безпеки швидко зростаючого Гамільтона, ця помпувальна станція є рідкісним збереженим зразком вікторіанського промислового комплексу, з автентичною архітектурною тв функціональною структурою                                                                                    | Main buildings and chimney of Hamilton Waterworks        |
| Корабель ВМС Канади "Гайда" класу Трайбл                      | 1942 (спущений)      | 1984             | Гамільтон 43°16′31″ пн. ш. 79°51′19″ зх. д. / 43.27531° пн. ш. 79.85538° зх. д.           | Останній з ескадрених міноносців Другої світової, пришвартований і відкритий для відвідувачів як корабель-музей біля причалів гамільтонського порту | View of HMCS Haida at Hamilton Harbour                   |
| Зброярня ім. Джона Віра Фута                                  | 1888 (збудована)     | 1989             | Гамільтон 43°15′42.76″ пн. ш. 79°51′58.42″ зх. д. / 43.2618778° пн. ш. 79.8662278° зх. д. | Названа на честь орденоносця і ветерана Джона Віра Фута, північна секція будинку представляє другу еволюційну стадію будівництва військових навчальних центрів у Канаді(від 1870-х до 1890-х) | Exterior view of the John Weir Foote Armoury             |
| МакКвестен-Гауз / Вайтгерн                                    | 1848 (збудований)    | 1962             | Гамільтон 43°15′17″ пн. ш. 79°52′20″ зх. д. / 43.2546° пн. ш. 79.8721° зх. д.             | Двоповерховий неокласичний дім Томаса МакКвестена, який тепер служить музеєм, — чудовий і збережений зразок житлової архітектури Онтаріо середини 19-го ст. | Exterior view of Whitehern                               |
| Королівський ботанічний сад                                   | 1920-і (створення)   | 1993             | Гамільтон 43°17′27.54″ пн. ш. 79°52′30.71″ зх. д. / 43.2909833° пн. ш. 79.8751972° зх. д. | Загальною площею 1100 га, розкинутою довкола затоки Берлінґтон-Бей — це один з найважливіших ботанічних садів Канади, який також є міжнародною реєстраційною структурою для назв сортів бузку; названий канадським «національним фокальним пунктом» для видів, що вимагають охоронного статусу під егідою Конвенції про біологічне різноманіття Об'єднаних Націй | Rock gardens at the Royal Botanical Gardens              |
| Сендіфорд-Плейс                                               | 1856 (завершення)    | 1975             | Гамільтон 43°15′6.98″ пн. ш. 79°52′23.72″ зх. д. / 43.2519389° пн. ш. 79.8732556° зх. д.  | Ряд кам'яних терасних будинків, типових для будівельного стилю в Гамільтоні в часи, коли шотландські поселенці прагнули відтворити кам'яні тераси у шотландських містах, добрий приклад житла, спорудженого для купців у середині 19 століття | External view of the Sandyford Place row houses          |
| Пресвітеріанська церква св. Павла / колишня церква св. Андрія | 1857 (завершення)    | 1990             | Гамільтон 43°15′17″ пн. ш. 79°52′13″ зх. д. / 43.254761° пн. ш. 79.870282° зх. д.         | Чудовий репрезентативний приклад псевдоготики у невеликій парафіяльній церкві | View of St. Paul's Presbyterian Church                   |
| Вікторія-Голл                                                 | 1888 (завершений)    | 1995             | Гамільтон 43°15′20″ пн. ш. 79°52′02″ зх. д. / 43.255691° пн. ш. 79.867267° зх. д.         | Три з половиною-поверховий комерційний дім з ручно оббитим оцинкованим листовим металом фасадом верхнього поверху, дуже рідкісний приклад бляшаного покриття фасаду ручної роботи в Канаді загалом | Victory Hall Front Elevation                             |